# 吊り出し
吊り出し（つりだし）は、相撲の決まり手の一つである。クレーンの愛称で知られた元関脇・明武谷や、和製ヘラクレスの異名を持つ元大関・霧島が得意とした。

## 概要
両廻しを引きつけながら掴み、腰に力を入れ踏ん張って相手を吊り上げ、浮かせたまま土俵の外へ出す。相手の胴を直接掴む場合もある。太めの力士の場合、腹の上に乗せてしまうと、相手は反撃が難しくなる。吊り上げて土俵内で落として倒すのは吊り落としと呼ばれる。
なお、攻め込んでいても相手より先に土俵の外に足を出すと勇み足として負けになるが、吊り出そうとしているときは、相手の両足が地に付いていなければ、前へ踏み出した場合に限り自分の足が先に土俵から出てしまっても送り足として負けにはならない。後ろに踏み出した場合は完全に吊り上げていても負けとなる。土俵際に詰まった際に吊り上げながら体を替える時に相手の体重を支え切れずに足が下がってしまうと「持ち上げているのに負ける」が発生することがある。
がっぷり四ツになるといきなり土俵中央で吊り上げてそのまま勝負をつけてしまうこともあれば、土俵際でしぶとく残して寄り切りを決められない時に攻め手が吊り上げて決着をつける、あるいはその逆に受け手が吊り上げて逆転してしまうこともある。中央付近で吊り上げた場合土俵の外まで運び切れずに中で降ろしてしまい勝負をつけられないことも多々ある。また受け手が土俵際で逆転を狙う際には吊り上げながら土俵の外へ出してもうっちゃりと判定されることも多い。
吊りを得意とする力士同士の対戦では互いに相手を吊ろうとして土俵中央で踏ん張り合いになる場合もあり、観客も力のはいる場面である。明武谷-若浪-陸奥嵐の3者の対戦や千代の富士-若嶋津-霧島の3者の対戦などはそのような展開がよく見られた。
この技で相手に勝利すると「豪快な決まり手」と評価されることが多い。相手の体重が全て自分にかかる技であるため足腰が強くないと成立しない。またその性質上体格が劣る力士はこの技を掛けられやすい。つまり体重が軽かったり、身長が低いとかけられやすい。

### 吊り技を多用した力士
- 大錦卯一郎
- 肥州山栄
- 明武谷力伸
- 若浪順
- 陸奥嵐幸雄
- 大麒麟將能
- 玉の海正洋
- 貴ノ花利彰
- 大徹忠晃
- 霧島一博
- 貴ノ浪貞博
- 水戸泉政人
- 琴龍宏央
- 旭天鵬勝
- 把瑠都凱斗
- 朝青龍明徳
- 蒼国来栄吉
- 栃ノ心剛史

大正時代の大錦が出足から腹に乗せる吊りで「入神の域」と評され、幕内119勝中の4割近い47番を吊り出しで決めている。次いで元横綱・双葉山時代の肥州山が腕力と背筋力を生かした吊りで115勝中35勝を得ている。
昭和40年代には吊りの技術が高められ、明武谷（414勝中129番）、大麒麟（473勝中128番）、玉の海（469勝中102番）、貴ノ花（578勝中93番）、陸奥嵐（375勝中89番）、若浪（351勝中81番）等、多くの名手が輩出した。吊り上げ方は様々に分かれ、高い身長と腕力を活かして高々と持ち上げる(明武谷、對馬洋、貴ノ浪、旭天鵬、把瑠都)、筋肉質の軽量力士が背筋力や腕力を活かして豪快に持ち上げる(若浪、陸奥嵐、千代の富士、霧島、蒼国来)、アンコ型を活かして腹に乗せる(玉錦、大麒麟、北の湖、水戸泉)等がある。また、玉の海は寄りながら腰のばねを活かしてサッと吊り上げるので、外掛けで防ぐ暇がほとんどなく、非常に高度な技術を要するものであった。
しかし、平成に入ってからは、力士の大型化・重量化が進み、それに伴い足腰に負担のかかるこの技が見られることは次第に減った。特に琴龍が引退した後はしばらくの間あまり見られなかったが、エストニア出身の把瑠都が幕内に上がって以降、身長と怪力を活かした吊りをよく繰り出した。さらにモンゴル出身の両横綱・朝青龍と白鵬も、稀にこの技を使って勝利する事があった。
2020年現在の現役力士では、上述白鵬の他、栃ノ心・錦木の取組において吊り出しが見られることもある。

## 歴史に残る吊り出し
- 1947年11月（秋）場所千秋楽結びの一番、横綱同士の羽黒山－照國戦で、羽黒山が160kgもある照國を高々と吊り出した。この勝利で羽黒山は1945年11月（秋）場所から4連覇を達成した。
- 1990年3月場所6日目、この一番に当時前人未到の、大相撲史上通算1000勝がかかっていた横綱・千代の富士に対し、当時関脇だった霧島がこの技で勝利し、見事「待った」をかける。勢いに乗った霧島はこの場所13勝2敗で優勝同点(横綱北勝海、大関小錦と決定戦、優勝は北勝海)の好成績を残し、場所後大関昇進が決まった。
- 2009年11月場所10日目、横綱・朝青龍は大関・千代大海に対し、立合い先に千代大海に突っ張られるも、それから朝青龍は両廻しを引いてから、軽々と千代大海を吊り上げて勝負が決まった。千代大海はこの敗戦で2勝8敗、前の9月場所（成績は2勝9敗4休）に続いて2場所連続負け越しとなり、65場所保持した大関の地位から関脇への陥落が決定してしまう（千代大海は翌日の11日目から途中休場、11月場所の成績も2勝9敗4休）。その後、翌2010年1月場所中に千代大海が関脇の地位で引退、場所後に横綱・朝青龍も引退を表明したため、結果的にこれが両者にとって現役最後の対戦となった。

### 吊り出しによる金星
昭和以降、平幕力士が横綱と対戦し、吊り出しで勝利したケースは次の15例（約6年に1回のペース）のみと非常に稀である。
- 昭和2年10月場所2日目・東前頭3枚目の若常陸が西張出横綱の西ノ海に勝利
- 昭和6年1月場所2日目・西前頭3枚目新海が東横綱の宮城山に勝利
- 昭和13年1月場所7日目・西前頭2枚目の名寄岩が西張出横綱の武藏山に勝利
- 昭和22年11月場所8日目・東前頭2枚目の三根山が西張出横綱の前田山に勝利
- 昭和30年5月場所9日目・西前頭筆頭の時津山[2]が西横綱の栃錦[3]に勝利
- 昭和36年5月場所4日目・東前頭3枚目の鶴ヶ嶺が西横綱の若乃花に勝利
- 昭和36年11月場所4日目・東前頭2枚目の羽黒花が東横綱の若乃花[4]に勝利
- 昭和39年9月場所9日目・西前頭筆頭の清國が東横綱の栃ノ海に勝利
- 昭和41年3月場所9日目・東前頭筆頭の玉乃島が西横綱の佐田の山に勝利
- 昭和41年7月場所7日目・東前頭3枚目の麒麟児が西横綱の柏戸[4]に勝利
- 昭和45年7月場所5日目・西前頭4枚目の若浪が東横綱の北の富士[5]に勝利
- 昭和45年11月場所7日目・西前頭2枚目の長谷川[6]が東張出横綱の北の富士[4]に勝利
- 昭和57年9月場所初日・東前頭筆頭の大寿山[7]が東張出横綱の北の湖に勝利
- 平成3年7月場所11日目・東前頭13枚目の琴富士[8]が東横綱の旭富士に勝利
- 平成10年11月場所11日目・東前頭6枚目の若の里が西横綱の若乃花に勝利

## 吊り出しに関するジンクス
- 吊り出しを得意とする力士は、逆に吊り出されて敗れるケースも多々見られる。昭和40年代の「吊り出し全盛期」にはその傾向が顕著に見受けられ、明武谷（450敗中38番）、玉の海（221敗中20番）、貴ノ花（406敗中31番）、陸奥嵐（417敗中60番）、若浪（429敗中58番）等の記録がある。時代は異なるが、千代の富士も幕内での253敗（うち、横綱在位中は112敗）中37番（うち、横綱在位中は8番）が吊り出しによるものである。